# 独鈷の湯

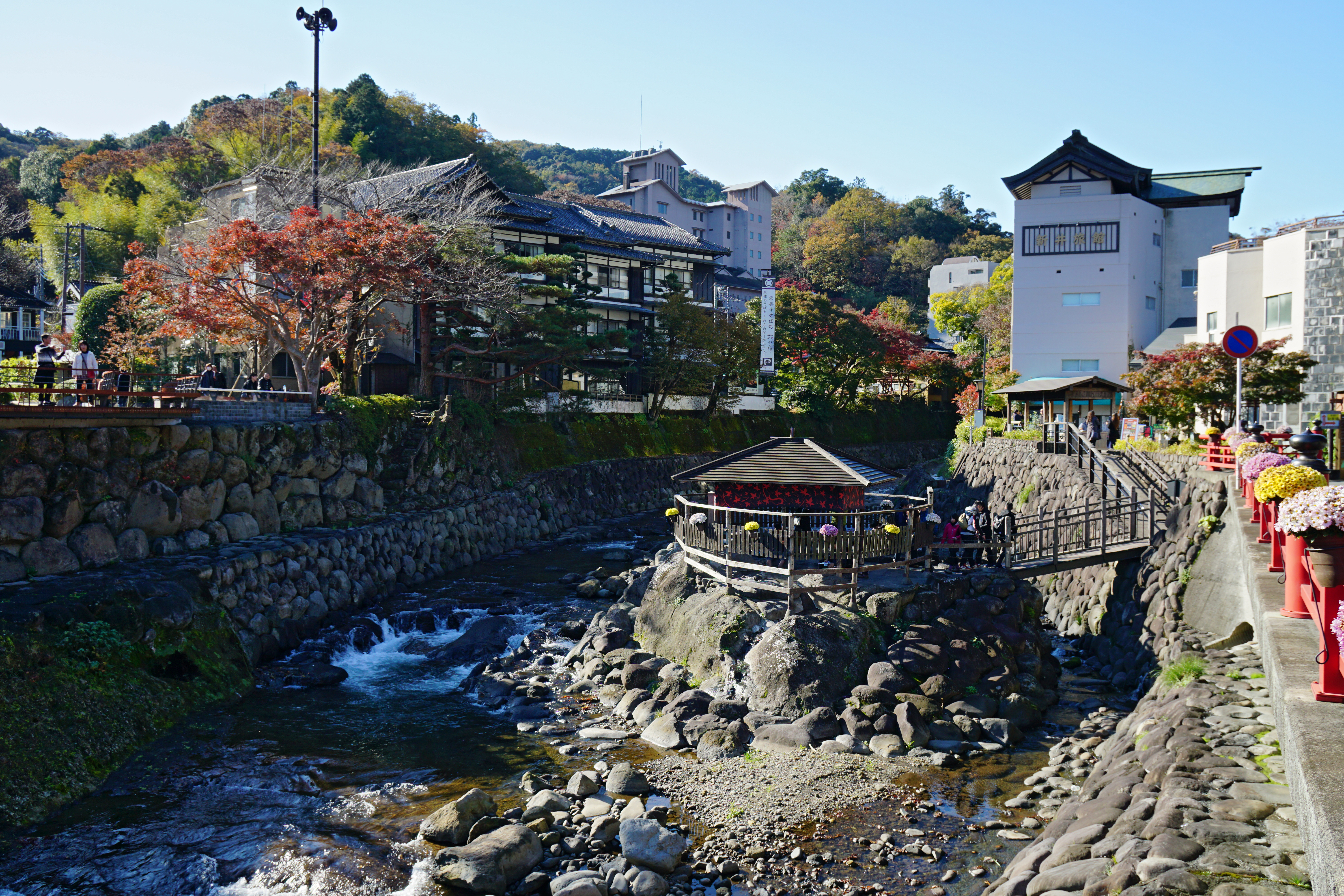
独鈷の湯と修善寺川

独鈷の湯（とっこのゆ）は、静岡県伊豆市の修善寺温泉にある史跡的な温浴施設。伊豆最古の温泉ともいわれる。
温泉地区を流れる修善寺川（通称:桂川）の川中にあり、土台の岩や大きな石を組んで浴槽をかさ上げし、湯を楽しめるようになっている。かつては入浴することができたが、現在は法律上の浴場としての位置付けではないため禁止されている。
近くには独鈷の湯公園があり、足湯「リバーテラス・杉の湯」がある（2023年から夏季限定で「足水」を実施している）。

## 伝承と歴史
空海（弘法大師）が大同2年（807年）に修善寺を訪れたとき、桂川で病んだ父親の体を洗う少年を見つけ、その孝行に感心した大師は、「川の水では冷たかろう」と、手に持った独鈷杵で川中の岩を打ち砕き、霊泉を噴出させた。大師が温泉が疾病に効くことを説き、これにより父子は十数年来の固疾を時間を置かずして完治させることができた。という伝承が残っている。これよりこの地方に湯治療養が広まり、修善寺温泉が始まったとされる。
独鈷の湯は、川中に突き出たその形状のために、豪雨の際に流れが阻害され、氾濫を引き起こす原因となりかねないとして、県の計画により、2009年4月に19m下流の川幅の広い位置に移動させられた。

## 位置情報
- 北緯34度58分13.612秒 東経138度55分39.179秒 / 北緯34.97044778度 東経138.92754972度
- 修善寺 - 地理院地図
- 独鈷の湯 - Google マップ